# 岐阜県立岐阜女子商業高等学校
岐阜県立岐阜女子商業高等学校（ぎふけんりつぎふじょししょうぎょうこうとうがっこう）とは、かつて岐阜県各務原市にあった公立の女子高等学校。

## 概要
2005年（平成17年）に岐阜県立各務原東高等学校と統合し、岐阜県立岐阜各務野高等学校の新設により廃校。校舎は岐阜各務野高等学校岐女商校舎として2007年（平成19年）まで使用された。
校舎は2019年（令和元年）現在、那加第一小学校の校舎の一部に転用されている。体育館は各務原市桜体育館となっている。
ホッケーの強豪校であり、現在の岐阜各務野高校にも引き継がれている。ホッケー部の誕生は、旧・岐阜県立稲葉高等学校の1962年（昭和37年）に遡る。

## 沿革
- 1963年（昭和38年）4月1日 - 岐阜県立稲葉女子商業高等学校として開校。校地校舎は定時制高校の岐阜県立稲葉高等学校を転用。同時に稲葉高等学校の募集を停止し、稲葉高等学校は稲葉女子商業高等学校に併設となる。
- 1964年（昭和39年）
  - 4月7日 - 新校舎（一期）が完成。
  - 11月4日 - 新校舎（二期）が完成。
- 1965年（昭和40年）
  - 3月 - 併設の稲葉高等学校を廃止。
  - 4月 - 岐阜県立岐阜女子商業高等学校に改称する。
- 1971年（昭和46年） - 商業科・経理科・事務科・秘書科を設置する。
- 1994年（平成6年） - 事務科を情報処理科に改編する。
- 1995年（平成7年） - 秘書科を国際ビジネス科に改編する。
- 2005年（平成17年）4月 - 岐阜県立各務原東高等学校と統合し、岐阜県立岐阜各務野高等学校の新設により廃校。校舎は岐阜各務野高等学校岐女商校舎となる。
- 2007年（平成19年）4月 - 岐阜各務野高等学校岐女商校舎を廃止。校舎の一部が各務原市立那加第一小学校に転用される。